# Ас-Сиси, Абдул-Фаттах Халил
Абдул-Фатта́х Саи́д Хусе́йн Хали́л ас-Си́си (араб. عبد الفتاح سعید حسین خلیل السیسی‎ [ʕæbˈdel.fætˈtæːħ sæˈʕiːd ħeˈseːn xæˈliːl ɪsˈsiːsi]; род. 19 ноября 1954, Каир, Египет) — египетский политический и военный деятель. Шестой президент Египта с 8 июня 2014 года. Фельдмаршал с 2014 года. Сыграл центральную роль в военном перевороте 3 июля 2013 года, который сверг предыдущего президента Мухаммеда Мурси.
Министр обороны и верховный главнокомандующий ВС Египта с 12 августа 2012 по 27 марта 2014 года. Председатель Высшего совета вооружённых сил с 12 августа 2012 по 27 марта 2014 года. Заместитель премьер-министра с 16 июля 2013 по 27 марта 2014 года. Председатель Африканского союза с 10 февраля 2019 по 10 февраля 2020 года.

## Биография

### Молодые годы и военная служба
Родился 19 ноября 1954 года в небогатом квартале Гамалия в Каире в религиозной семье столяра.

### На военной службе
В 1977 году окончил Военную академию Египта. С 1977 года в звании офицера служил в мотострелковых войсках Египта, работал военным атташе Египта в Эр-Рияде, в Саудовской Аравии. В 1987 году прошёл генеральный командно-штабной курс в Командно-штабном колледже Египта. В 1992 году прошёл генеральный командно-штабной курс в Командно-штабном колледже в Великобритании. В 2003 году прошёл курс военного дела в Высшем военном колледже при Высшей военной академии имени Насера. С 2005 по 2006 год проходил в Высшем армейском военном колледже в Пенсильвании в США курс «магистр стратегических наук». Свою курсовую работу он написал про демократию на Ближнем Востоке, воспринимающуюся в защиту режима Хосни Мубарака, но вместе с тем содержащую концепцию государственного строительства, которой придерживаются исламисты. В 2008 году был назначен начальником штаба Северного военного округа страны, затем получил назначение на пост заместителя директора военной разведки и рекогносцировки.

### В период революции
В апреле 2010 года в докладе для Тантави, Ас-Сиси высказал возможность скорой народной революции против режима Мубарака и высказался за то, чтобы армия выступила на стороне народа. В феврале 2011 года вошёл в состав Высшего совета вооружённых сил, став таким образом самым молодым его членом. После отставки Хосни Мубарака с поста президента Египта, Высший совет взял на себя функции управления государством. 12 августа 2012 года Ас-Сиси в звании генерала был назначен главой совета, став одновременно главнокомандующим вооружёнными силами, министром обороны и военной промышленности страны.

### Участие в государственном перевороте
3 июля 2013 года Ас-Сиси организовал государственный переворот, в ходе которого с поста президента был свергнут Мухаммед Мурси, приостановлено действие Конституции. Мурси был помещён под домашний арест, а позже официально заключён под стражу в связи с предъявлением ему ряда обвинений. В Каире были арестованы более 300 членов партии Братья-мусульмане. Временно исполняющим обязанности президента Ас-Сиси назначил председателя Конституционного суда Адли Мансура.

### Кандидат в президенты
В 2013 году началось распространение слухов о том, что Ас-Сиси вероятно выставит свою кандидатуру на пост президента Египта. Ас-Сиси пообещал «во всем подчиняться воле народа», и это обещание обернулось неожиданной поддержкой: на улицах египетских городов стали продаваться флаги, магнитики, плакаты с Ас-Сиси. С его изображениями начали изготавливать футболки и свитеры, конфеты и торты, ювелирные украшения с его инициалами, лимонад и бутерброды под именем «Ас-Сиси». В то же время, молодёжные организации за несколько месяцев насобирали миллионы подписей за выдвижение Ас-Сиси на пост главы государства. Апогеем народной поддержки стало обнародование фотографии, на которой запечатлён Гамаль Абдель Насер с шестилетним мальчишкой на руках, предположительно маленьким Ас-Сиси.
Ас-Сиси получил поддержку детей Насера, в частности, его сын, Абдель Хаким Абдель Насер сказал, что:
После победы над режимом «Братьев-мусульман» Египет вновь вернулся в объятия народа и своих сыновей. Мы вновь стали самими собой. По этому поводу хочу особо отметить, что мы никогда не забываем о наших российских друзьях. Мы высоко ценим позицию российского народа и российского руководства по отношению к Революции 30 июня. Наша страна столкнулась с клеветой и попытками фальсификации фактов со стороны администрации США и их союзников — «Братьев-мусульман», пытавшихся представить Революцию 30 июня как банальный военный переворот. Но если эти люди не понимают Египта — то это их проблемы. Для нас важнее, что наши друзья нас понимают. И мы никогда не забудем ту роль, которую сыграл Советский Союз в поддержке нашей страны в прошлом.
Своё согласие с братом выразила и Хода Абдель Насер:
Нынешняя годовщина — особенная, потому что она отмечается в момент освобождения от неудачного правления, которое чуть не отбросило Египет назад в XIV век. Поэтому люди так искренне радуются, получив надежду на лучшее будущее. Я думаю, что параллелей между «тогда» и «сейчас» действительно много. Люди впервые за многие годы вновь не чувствуют себя отделенными от руководства страны. Я вижу, что простые египтяне действительно верят Абдель Фаттаху а[с]-Сиси. Они видят, что его искренне волнуют интересы нашей страны. Многие считают, что Абдель Фаттах А[с]-Сиси в чем-то похож на моего отца: оба оказались способны совершить, казалось бы, невозможное.
27 января 2014 года и. о. президента Египта Адли Мансур своим указом присвоил Абдель-Фаттаху ас-Сиси звание фельдмаршала.
27 января Высший совет вооружённых сил призвал Абдель-Фаттаха ас-Сиси выдвинуться в кандидаты на пост президента страны. Как ожидается, в ближайшее время он должен объявить, готов ли он принять это предложение и баллотироваться на пост главы государства. В случае положительного решения ему придется уйти в отставку согласно закону.
28 января Абдул-Фаттах Ас-Сиси был зарегистрирован как кандидат на пост президента Египта
6 февраля Абдул-Фаттах ас-Сиси согласился стать кандидатом на пост президента страны. В интервью кувейтской газете «Ас-Сияса» он заявил, что «у него нет другого выбора, кроме как выполнить требования народа Египта» и выдвинуть свою кандидатуру на пост президента.
13 февраля министр обороны Абдул Фаттах ас-Сиси и министр иностранных дел Египта Набиль Фахми посетили Россию с официальным визитом. В Москве прошли переговоры между главами внешнеполитических и оборонных ведомств, со стороны России — с Сергеем Лавровым и Сергеем Шойгу, соответственно. «Наши двусторонние отношения основываются на прочной платформе, которая уходит корнями в историю. Встреча проходит в дружественной обстановке, и мы намерены строить общее будущее в интересах наших стран и народов, развивая отношения во всех сферах — от политики и культуры до военного сотрудничества» — сказал на встрече Набиль Фахми. Президент России Владимир Путин заявил, что поддерживает выдвижение Ас-Сиси в президенты Египта, сказав, что «это очень ответственное решение — возложить на себя такую миссию за судьбу египетского народа. Я и от себя лично, и от имени российского народа желаю вам успехов. От стабильности в Египте в значительной степени зависит стабильность ситуации на всем Ближнем Востоке. Думаю, что вам удастся с вашим опытом мобилизовать и своих сторонников, и наладить отношения со всеми частями египетского общества». Ас-Сиси в свою очередь поблагодарил президента России «за возможность обменяться мнениями по самым острым животрепещущим вопросам и обсудить их в духе доверия и симпатии», также сказав:
С удовольствием отмечаю ту степень взаимного доверия и взаимного понимания, которая была проявлена в ходе наших сегодняшних переговоров. Это нам внушает глубокий оптимизм, в том числе оптимизм в отношении будущего Египта. Разумеется, мы заинтересованы во всяческих формах сотрудничества с вами, с тем чтобы обеспечить достойную жизнь во всех областях нашим народам. Я думаю, что в этом заинтересованы также и другие народы в мире. Мы всегда являемся сторонниками стабильности и мира во всём мире.
На встрече также были обсуждены возможности развития военно-технического сотрудничества. По некоторым данным, речь шла о сделке на 2 млрд долларов, в рамках которой Россия снабдит Египет новейшими системами ПВО и авиатехникой.
1 марта временное правительство Египта во главе с новым премьер-министром Ибрагимом Махлябом было приведено к присяге. Ас-Сиси сохранил пост министра обороны в новом кабинете министров.
26 марта Абдул-Фаттах ас-Сиси в телевизионном обращении объявил о своем увольнении с постов министра обороны и командующего армией Египта:
Я всю свою жизнь был солдатом на службе моей родины и останусь им. Сегодня я снимаю свою форму, однако, выдвигаясь на выборы, по-прежнему считаю себя солдатом, которому поручено и впредь служить своей отчизне. Заявляю о своем намерении баллотироваться на президентских выборах и буду стремиться к тому, чтобы заручиться поддержкой народа. Египет сталкивается со многими вызовами и проблемами, в том числе экономическими, ему угрожают террористы. Однако мы не позволим никаким силам вмешиваться в наши внутренние дела, и я призываю всех египтян сплотиться ради своей родины. Я не могу творить чудеса, но обещаю, что буду работать с полной отдачей. Каждого из нас ждет трудная работа, поэтому потенциал и талант египетского народа должны быть помножены на трудолюбие. Моя избирательная кампания будет отличаться от традиционной. Хочу только, чтобы затраты на неё не были напрасными. Мы должны мужественно противостоять вызовам, которые бросают нам экономика и безопасность. Миллионы молодых людей не имеют работы, что недопустимо. Нельзя мириться и с тем, что наша страна зависит от всевозможных субсидий и помощи. Все египтяне заслуживают того, чтобы жить в безопасности, достойно и свободно. Нам необходимо возродить госаппарат, который сейчас страдает от своей немощи. И наша миссия состоит в том, чтобы восстановить суверенитет египетского государства и престиж нации. Я призываю всех тех, кому дорога родина, понять, что мы - в одной лодке. Построение будущего - это как договор между правителем и народом, однако ни один руководитель не сможет добиться успеха, если не будет работать вместе с этим народом.
27 марта на заседании правительства Ас-Сиси формально подал прошение об отставке с поста министра, и к присяге был приведен его преемник, начальник генерального штаба Египта Сидки Субхи, повышенный в звании с генерал-лейтенанта до генерал-полковника и утверждённый командованием вооружённых сил. После объявления Ас-Сиси о своём решении, в Каире произошли столкновения сил правопорядка с манифестантами, поддерживающими запрещенное движение «Братья-мусульмане». В Каире протестующие попытались перегородить дорогу к пирамидам в Гизе с помощью горящих автомобильных шин. По всей дороге от Каира до Александрии люди встали в живую цепочку. Одновременно на центральной площади Каира Тахрир собрались сторонники Ас-Сиси. 28 марта в результате уличных боёв сторонников движения «Братья-мусульмане» с полицией погибло 5 человек. Среди убитых две женщины: Мияда Ашраф, 22-летняя корреспондент газеты «Ад-Дустур» («Al-Dustour»), получившая огнестрельное ранение в голову и скончавшаяся на месте; другая — египетская христианка, была обнаружена мертвой на месте стычек. Ещё трое погибших мужчины. Исламисты вели беспорядочный огонь из дробовиков, а полицейские применяли гранаты с слезоточивым газом. Более 20 человек получили ранения. Параллельно в соцсетях Twitter и Facebook начал распространяться хештэг, в переводе с арабского означающий «голосуйте за сутенера». Представитель министерства внутренних дел Египта заявил, что идёт отслеживание использования этого хештэга, и что лица, интенсивно использующие его, будут арестованы. А на улицах Каира под портретами Сиси стали появляться граффити с этим хештэгом.
13 апреля Ас-Сиси, выступая перед членами Национального совета женщин Египта, заявил, что «страна испытывает большие экономические, социальные и политические проблемы»:
В настоящий момент для разрешения своих проблем Египет нуждается в сумме от 3 до 4 триллионов египетских фунтов. Но этого не удастся достигнуть усилиями лишь одного человека. Ради будущего Египта необходимы коллективный труд и всеобщее сотрудничество. Религиозный дискурс нуждается в переосмыслении, чтобы избавиться от ряда негативных последствий, чтобы мы не оказывались там, где мы находимся сейчас, когда именем веры поджигают электроопоры, атакуют больницы и убивают людей.
14 апреля юридический советник предвыборного штаба Мухаммед Баха Абу аш-Шакка подал в Высшую избирательную комиссию Египта официальные бумаги для регистрации Ас-Сиси в качестве кандидата на президентских выборах. Чтобы быть внесённым в списки кандидатов, нужно предоставить не менее 20 тысяч заверенных подписных листов от своих сторонников. У Ас-Сиси количество подписей превысило 300 тысяч.
27 апреля юридический советник Мохаммед Баха Абу Шока сказал, что Ас-Сиси выбрал символом своей кампании звезду, являющуюся олицетворением простоты и ясности. Его соперник Хамдин Сабахи выбрал символом орла.
5 мая в обширном и первом своём телеинтервью двум ведущим коммерческим телеканалам Египта «CBC» и «ONtv», Абдул-Фаттах ас-Сиси рассказал про то, как он попал в армию, женитьбу, про своих детей и отношение к Гамалю Абдель Насеру. Ас-Сиси заявил, что ассоциация «Братья-мусульмане» в случае его победы на предстоящих президентских выборах полностью прекратит свою деятельность:
Не будет такого понятия — ассоциация «Братья-мусульмане» в период моего президентства. Однако мои взгляды совсем не означают, что я противостою исламской религии. «Братья-мусульмане» нарушили тот договор, согласно которому они были выбраны египтянами. Это не я покончил с ассоциацией «Братья-мусульмане», это сделал египетский народ, организация с такой идеологией дальше не может существовать, египтяне вынесли свой приговор. Египтяне дважды сказали «нет» правлению «Братьев-мусульман». Они сказали нет 30 июня во ходе массовых акций протеста и они говорят нет сейчас.
Ас-Сиси подчеркнул, что не является кандидатом или ставленником вооружённых сил, сказав, что военные его «не поддерживали и не будут поддерживать. Вооруженные силы не будут править страной и вмешиваться в политику государства». Он рассказал и о мотивах своего выдвижения на президентский пост:
Силовые структуры раскрыли две попытки покушения на мою жизнь после 30 июня. Я верю в судьбу, я не боюсь. Я ни у кого не спрашивал разрешения, что мне делать после 30 июня, и не буду спрашивать в будущем. Моя супруга и члены семьи были напуганы, но они уверили меня, что иного выбора, кроме как баллотироваться, у меня нет. Всякий, кто может выйти вперед, чтобы защитить свою страну, свой народ и его будущее, должен это сделать.
Ас-Сиси также заявил, что никогда не встретится с премьер-министром Израиля «до тех пор, пока мы не увидим государства Палестины с её столицей в Иерусалиме». Аргументы Ас-Сиси были опубликованы в ведущих египетских газетах и поддержаны жителями Каира.
10 мая в Каире прошёл многотысячный митинг в поддержку кандидата в президенты Ас-Сиси с участием многих политических, культурных и религиозных деятелей. Однако, сам Ас-Сиси не пришёл, вероятно из-за сложной ситуации с безопасностью.
По результатам опроса общественного мнения, проведенного с 8 по 11 мая методом случайной выборки среди 1,2 тыс. наделенных правом голоса совершеннолетних жителей Египта американским Демократическим центром по изучению современного Ближнего Востока, на выборах Ас-Сиси могут поддержать 79 % избирателей, Хамдина Саббахи — 11 % голосов, а 10 % избирателей не определились с кандидатурой. Участие в выборах намерены принять 86 % египтян, 11 % не пойдут на участки для голосования, 3 % затруднились ответить.
18 мая в результате взрыва у одного из предвыборных офисов Ас-Сиси в районе Мадинат-Наср на востоке Каира ранения получили четыре человека. Самодельная бомба была брошена неизвестным, когда в штабе проходила встреча сторонников кандидата.

### На посту президента Египта

#### Выборы 2014 года и инаугурация
Президентские выборы проходили с 26 по 28 мая, и после завершения голосования, новостной портал «Аль-Яум ас-Сабиа», согласно полученным неофициальным данным избиркома после подсчета 100 % голосов, сообщил, что ас-Сиси получил 92,9 % (23 264 306 человек), а Хамдин ас-Сабахи — 3 % (752 300). Количество недействительных бюллетеней превысило 1 млн (около 4,1 %). Явка составила свыше 25 млн человек. Инаугурация нового президента Египта состоится 7 или 8 июня. Хамдин ас-Сабахи признал своё поражение на выборах, выступая на пресс-конференции в Каире, заявив о «готовности принять любые итоги выборов, если они исходят от народа. Мы уважаем выбор народа и признаем своё поражение», усомнившись в верности результатов по явке избирателей.
3 июня Высшая избирательная комиссия объявила официальные итоги выборов, по которым Ас-Сиси набрал 96,91 % голосов избирателей (23,7 млн человек), Хамдин ас-Сабахи — 3,09 %. После этого, новоизбранный президент выступил с заявлением по национальному телевидению:
Настало время трудиться ради лучшего будущего. Грядущее даёт нам карт-бланш, и с ним можно сделать всё, что мы захотим.
В заявлении Белого дома была отмечена готовность начать сотрудничество с ас-Сиси, президент США Барак Обама намерен поговорить с ним в ближайшие дни, и удовлетворение присутствием международных наблюдателей на выборах и призыв нового президента инициировать в стране проведение демократических реформ. Король Саудовской Аравии Абдалла бен Абдель Азиз ас-Сауд призвал дружественные страны провести конференцию для оказания финансовой помощи Египту. Президент ОАЭ шейх Халифа бен Зайд ан-Нахайян поздравил ас-Сиси с победой и заверил, что ОАЭ «продолжат решительно и твердо поддерживать наших братьев в Египте на всех уровнях и во всех обстоятельствах». По словам наследника правителя Абу-Даби шейха Мухаммада бен Заида Аль Нахайяна, конференция стран-доноров будет способствовать усилиям ОАЭ по поддержке стремления египетского народа к стабильности, прогрессу и процветанию, заявив, что ОАЭ и Саудовская Аравия разделяют мнение о важной роли Египта и совместно выступают в защиту его безопасности. Премьер-министр Израиля Биньямин Нетаньяху позвонил Ас-Сиси, поздравил его с победой, выразив надежду на сохранение и развитие стратегических отношений в условиях прочного мира между Израилем и Египтом. Свои поздравления принес и президент Израиля Шимон Перес.
8 июня Абдул Фаттах ас-Сиси принёс присягу на должность президента Египта за закрытыми дверями в присутствии 13 судей Высшего конституционного суда, возглавляемых председателем суда и по совместительству Высшей комиссии по выборам президента Анваром аль-Асы, а также временного президента Адли Мансура и министров правительства премьер-министра Ибрагима Махляба и представителей общественных и религиозных организаций в районе Маади Каира. Начиная церемонию, заместитель председателя суда Махер Сами произнес речь, в которой отметил, что произошедшее отстранение военными от власти Мухаммеда Мурси — не было государственным переворотом. После этого Ас-Сиси произнёс клятву:
Клянусь Всевышним отстаивать республиканский строй, уважать конституцию и закон, защищать интересы народа в полной мере, независимость Родины и её территориальную целостность.
По случаю инаугурации день 8 июня был официально объявлен выходным, а ранее для проезда автотранспорта была закрыта площадь Тахрир, на которой собрались люди, празднующие победу Ас-Сиси. На улицах многих городов жители устраивали праздничные шествия, гулянья и танцы, раздавали угощения, а с вертолётов разбрасывались листовки с портретом нового президента. Вокруг здания суда были введены усиленные меры безопасности. После инаугурации кортеж проследовал в президентский дворец «Аль-Иттихадия» в Гелиополисе, где Ас-Сиси принимал свыше тысячи иностранных гостей — короли Бахрейна и Иордании, эмир Кувейта, наследные принцы Саудовской Аравии и ОАЭ, президенты, главы правительств и высокопоставленные персоны из стран Ближнего Востока, Африки, Америки, Европы и Азии. Великобритания свою делегацию посылать не стала, вместо этого её представлял заместитель посла в Каире. От России присутствовал спикер Государственной думы Сергей Нарышкин. Среди приглашенных также были президент Ирана Хасан Рухани и председатель Палестинской национальной администрации Махмуд Аббас. Но, Роухани на церемонии не было, и вместо него присутствовал заместитель министра иностранных дел Хосейн Амир Абдолахиян. Представителям Катара, Турции и Израиля приглашения на инаугурацию не были направлены, так как эмир Катара шейх Тамим бен Хамад Аль Тани и руководство Турции были исключены из списка гостей в связи с неудовлетворительными отношениями между странами, а Израиль — вероятно по причине в целом неблагоприятного отношения египтян, однако израильские дипломаты на инаугурации присутствовали.

#### Деятельность на посту президента

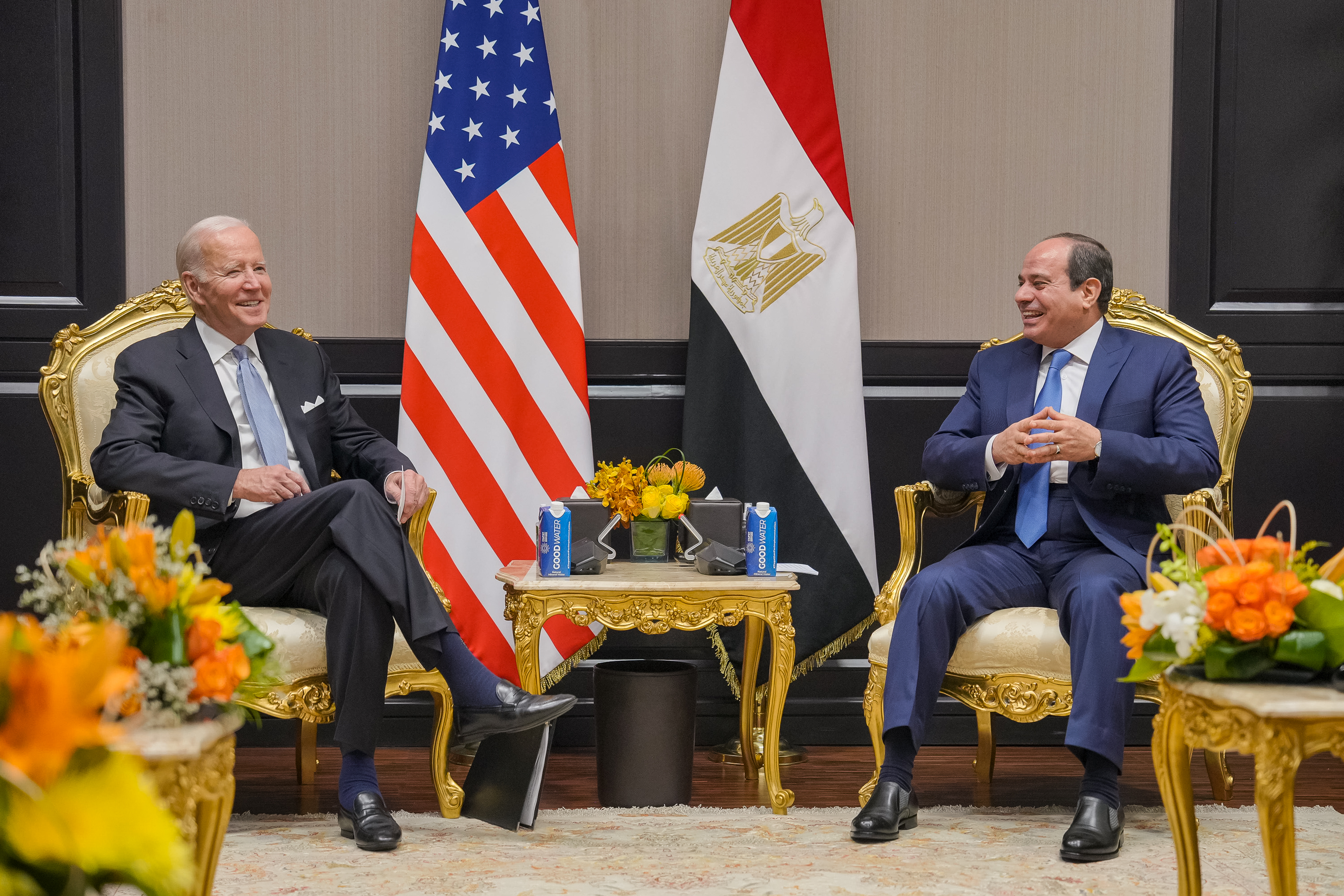
Ас-Сиси и Джо Байден, 11 ноября 2022 года

Первоочередной задачей Ас-Сиси назвал сокращение государственных расходов и решение энергетических проблем страны. Для этого правительством были отменены топливные субсидии, на которые уходило до четверти бюджетных расходов, что привело к резкому росту цен на продовольственные товары. Сам Ас-Сиси призвал египтян экономить топливо и электроэнергию и был замечен в качестве участника веломарафона, в ходе которого призвал всех пользоваться велосипедами. Среди других инициатив нового главы государства — призыв к гражданам просыпаться в пять часов утра, чиновникам же было указано приступать к исполнению обязанностей в 7 утра ежедневно. Президент призвал жителей страны к скромности и трудолюбию и лично отказался от половины причитающейся ему заработной платы.
При президенте Ас-Сиси началась реализация амбициозных проектов, таких, как проектирование и строительство новой столицы страны, дублёр Суэцкого канала, масштабное строительство жилья. Строительство нового канала стало дополнением к существующему маршруту Суэцкого канала. Проект стоил более 4 млрд долларов США. Новая водная артерия расположилась параллельно Суэцкому каналу, протяженность нового водного пути нового канала вдвое меньше, но при этом для навигации по новому водному пути на половине маршрута используется старый водный путь, углублённый и расширенный. По амбициозному замыслу экспертов и разработчиков, новый проект превратит Египет в один из крупнейших промышленных центров в мире и сделает его центром мировой экономики. Строительство новой столицы, которая уже прозвана вторым Дубаем — города, который не только сможет посоперничать с самым шикарным бизнес-центром ОАЭ и мира, но и отчасти разгрузит перенаселенный Каир, будет стоить 45 млрд долларов США. Помимо этого, Абдул-Фаттах ас-Сиси анонсировал запуск масштабного проекта по строительству жилья, в результате которого планируется создать около миллиона квартир.

## Награды
Награды Египта
| Страна | Дата           | Награда                                               | Награда                                               | Литеры |
| ------ | -------------- | ----------------------------------------------------- | ----------------------------------------------------- | ------ |
| Египет | 30 июня 2013   | Революционная медаль 2013                             | Революционная медаль 2013                             |        |
| Египет | 25 января 2011 | Революционная медаль 2011                             | Революционная медаль 2011                             |        |
| Египет | 2007           | Юбилейная медаль «25 лет освобождения Синая»          | Юбилейная медаль «25 лет освобождения Синая»          |        |
| Египет | 2002           | Юбилейная медаль «50 лет Революции 23 июля 1952 года» | Юбилейная медаль «50 лет Революции 23 июля 1952 года» |        |
| Египет | 1998           | Юбилейная медаль «25 лет Октябрьской войны 1973 года» | Юбилейная медаль «25 лет Октябрьской войны 1973 года» |        |
| Египет | 1991           | Медаль Освобождения Кувейта                           | Медаль Освобождения Кувейта                           |        |
| Египет | 1982           | Медаль Освобождения Синая                             | Медаль Освобождения Синая                             |        |
| Египет | 1973           | Медаль Октябрьской войны 1973 года                    | Медаль Октябрьской войны 1973 года                    |        |
| Египет | -              | Медаль «За выдающиеся заслуги»                        | Медаль «За выдающиеся заслуги»                        |        |
| Египет | -              | Медаль «За долгую и безупречную службу»               | Медаль «За долгую и безупречную службу»               |        |
| Египет | -              | Медаль «За военную службу» 1 класса                   | Медаль «За военную службу» 1 класса                   |        |
| Египет | -              | Медаль «За военную службу» 2 класса                   | Медаль «За военную службу» 2 класса                   |        |

Награды иностранных государств
| Страна            | Дата вручения  | Награда                                                             | Награда                                                             | Литеры |
| ----------------- | -------------- | ------------------------------------------------------------------- | ------------------------------------------------------------------- | ------ |
| Кувейт            | 1991           | Медаль Освобождения                                                 | Медаль Освобождения                                                 |        |
| Саудовская Аравия | 2014           | Кавалер цепи ордена Короля Абдель-Азиза                             | Кавалер цепи ордена Короля Абдель-Азиза                             |        |
| Кувейт            | 2015           | Кавалер цепи ордена Мубарака Великого                               | Кавалер цепи ордена Мубарака Великого                               |        |
| Португалия        | 2016           | Кавалер Большой цепи ордена Инфанта дона Энрике                     | Кавалер Большой цепи ордена Инфанта дона Энрике                     | GColIH |
| Судан             | 2016           | Кавалер Цепи Почёта                                                 | Кавалер Цепи Почёта                                                 |        |
| Бахрейн           | 2017           | Кавалер цепи ордена аль-Халифа                                      | Кавалер цепи ордена аль-Халифа                                      |        |
| Кипр              | 2017           | Кавалер цепи ордена Макариоса III                                   | Кавалер цепи ордена Макариоса III                                   |        |
| Мавритания        | 2017           | Кавалер Большого креста Национального ордена Заслуг                 | Кавалер Большого креста Национального ордена Заслуг                 |        |
| Оман              | 2018           | Кавалер Гражданского ордена Омана 1 класса                          | Кавалер Гражданского ордена Омана 1 класса                          |        |
| Беларусь          | 17 июня 2019   | Кавалер ордена Дружбы народов                                       | Кавалер ордена Дружбы народов                                       |        |
| Гвинея            | 2019           | Кавалер Большого креста ордена Заслуг                               | Кавалер Большого креста ордена Заслуг                               |        |
| Кот-д’Ивуар       | 2019           | Кавалер Большого креста Национального ордена Республики Кот-д’Ивуар | Кавалер Большого креста Национального ордена Республики Кот-д’Ивуар |        |
| ОАЭ               | 14 ноября 2019 | Кавалер ордена Заида                                                | Кавалер ордена Заида                                                |        |
| Греция            | 11 ноября 2020 | Кавалер Большого креста ордена Спасителя                            | Кавалер Большого креста ордена Спасителя                            |        |
| Франция           | 7 декабря 2020 | Кавалер Большого креста ордена Почётного легиона                    | Кавалер Большого креста ордена Почётного легиона                    |        |
| Сербия            | 19 июля 2022   | Кавалер ленты ордена Республики Сербии                              | Кавалер ленты ордена Республики Сербии                              |        |
| Оман              | 11 мая 2023    | Кавалер цепи гражданского ордена Омана                              | Кавалер цепи гражданского ордена Омана                              |        |
| Дания             | 6 декабря 2024 | Рыцарь ордена Слона                                                 | Рыцарь ордена Слона                                                 | RE     |

- Международная премия Низами Гянджеви (2017 год, Международный центр Низами Гянджеви, Азербайджан)[87]